# Cieśnina Wilkickiego

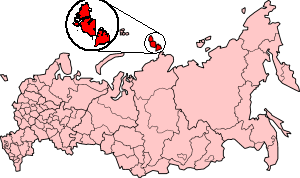
Ziemia Północna na mapie Rosji, od stałego lądu oddziela ją Cieśnina Wilkickiego

Mapa Cieśniny Wilkickiego

Cieśnina Wilkickiego (ros. пролив Вилькицкого) – cieśnina o długości 104 km, łącząca Morze Łaptiewów i Morze Karskie, rozdziela półwysep Tajmyr i wyspy Ziem Północnych. Jej nazwa pochodzi od rosyjskiego hydrografa i odkrywcy, Borysa Wilkickiego.
Cieśnina ma długość 104 km, średnia szerokość wynosi 55 km, zaś głębokość pomiędzy 32 a 210 metrów. Cieśnina została odkryta w 1913 roku przez ekspedycję polarną pod dowództwem Borysa Wilkickiego i nazwana w 1918 roku na jego cześć.
Od strony wschodniej wejście do cieśniny osłaniają Wyspy Heiberga, zaś od zachodniej Wyspy Firnley.